# Goliath GP 1100

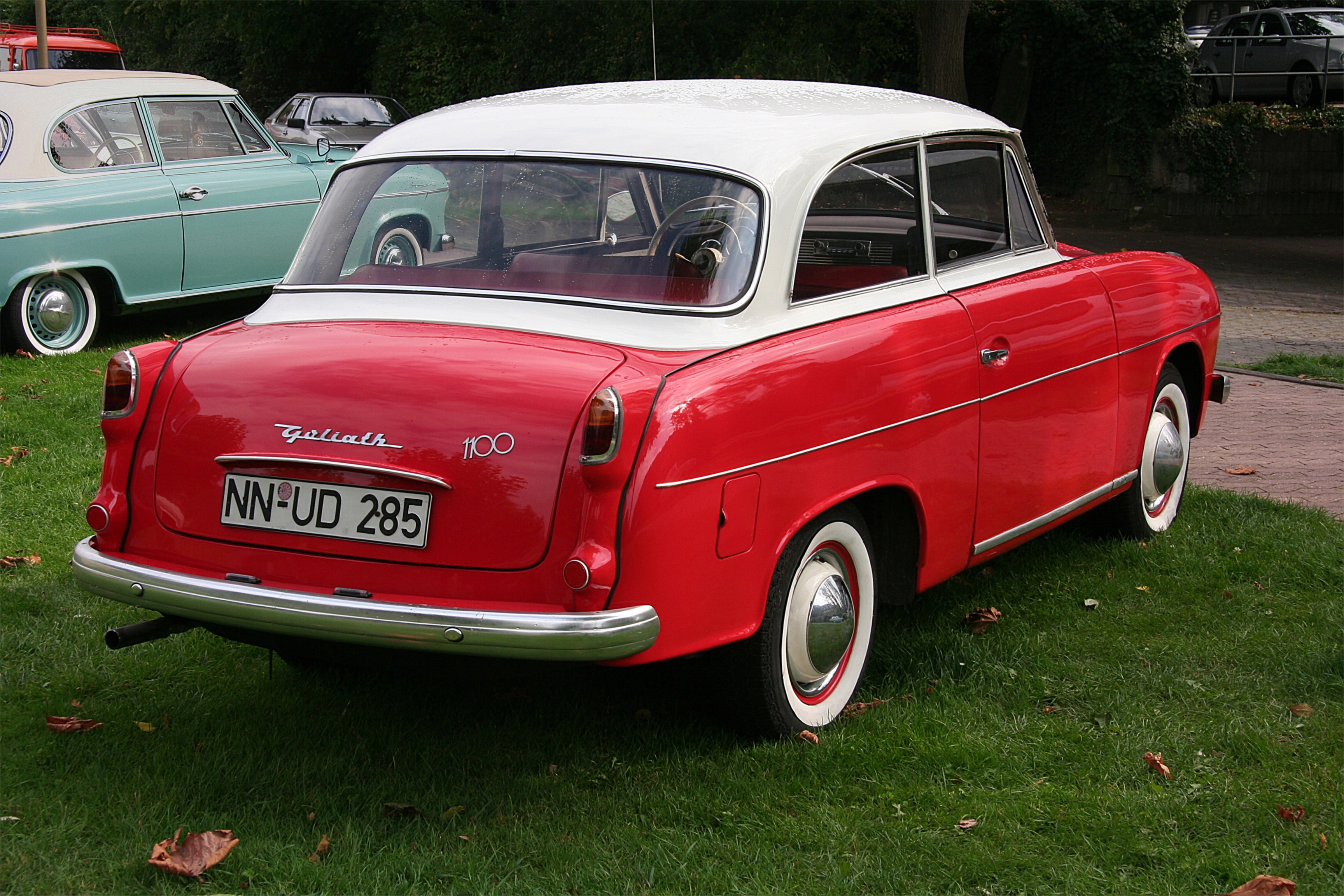
Goliath GP 1100 Limousine

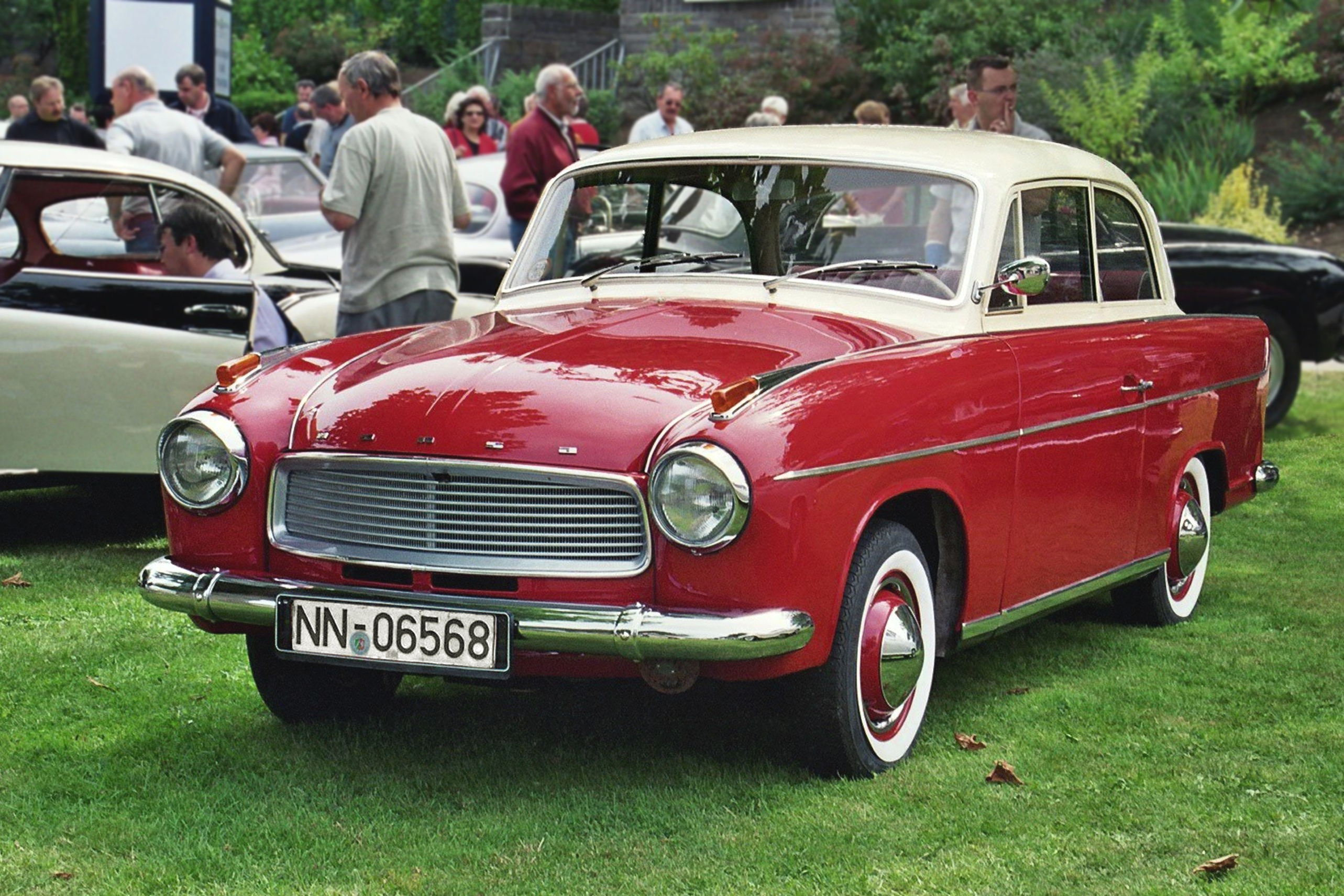
Hansa 1100 Limousine

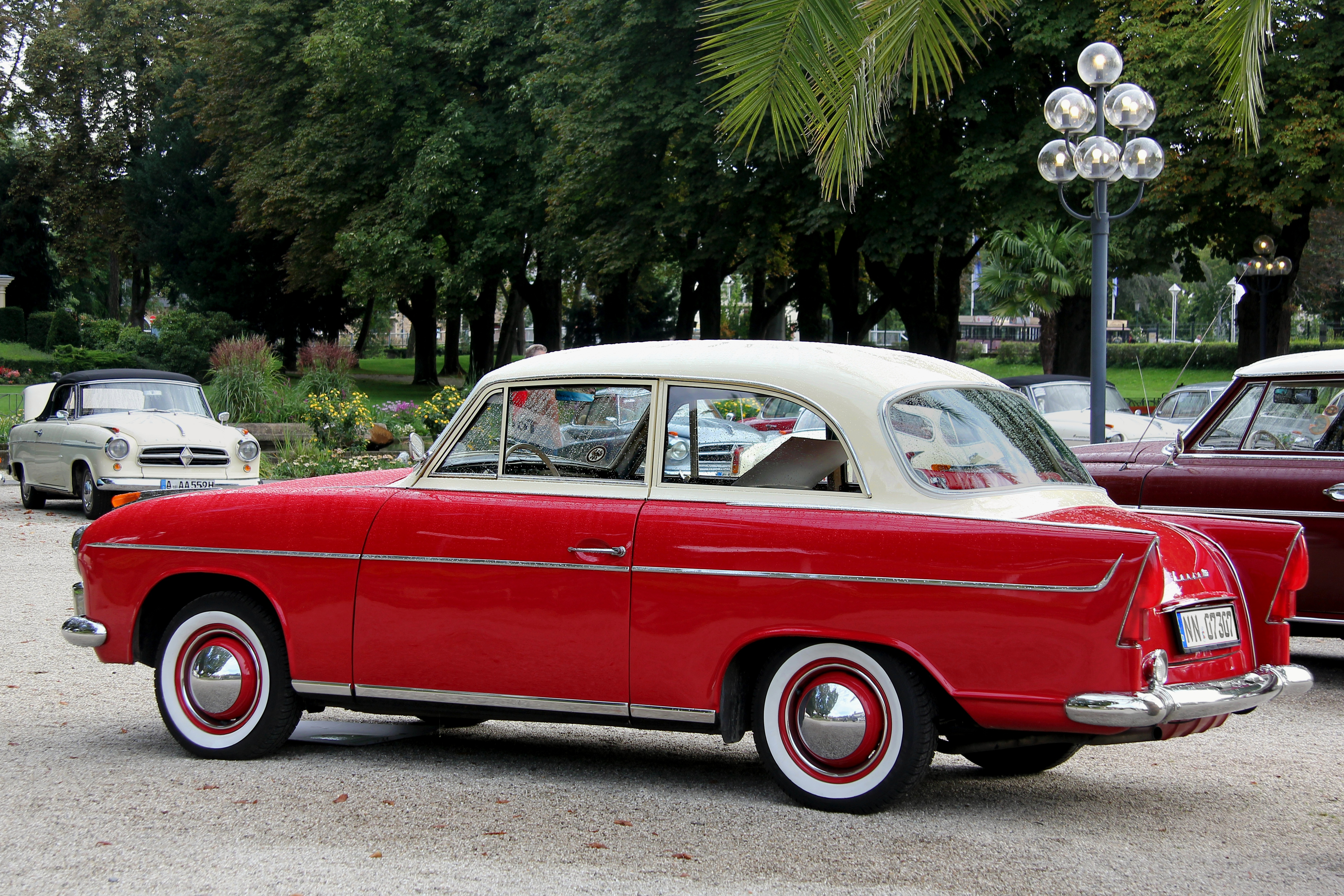
… im Gegensatz zum Goliath mit Heckflossen

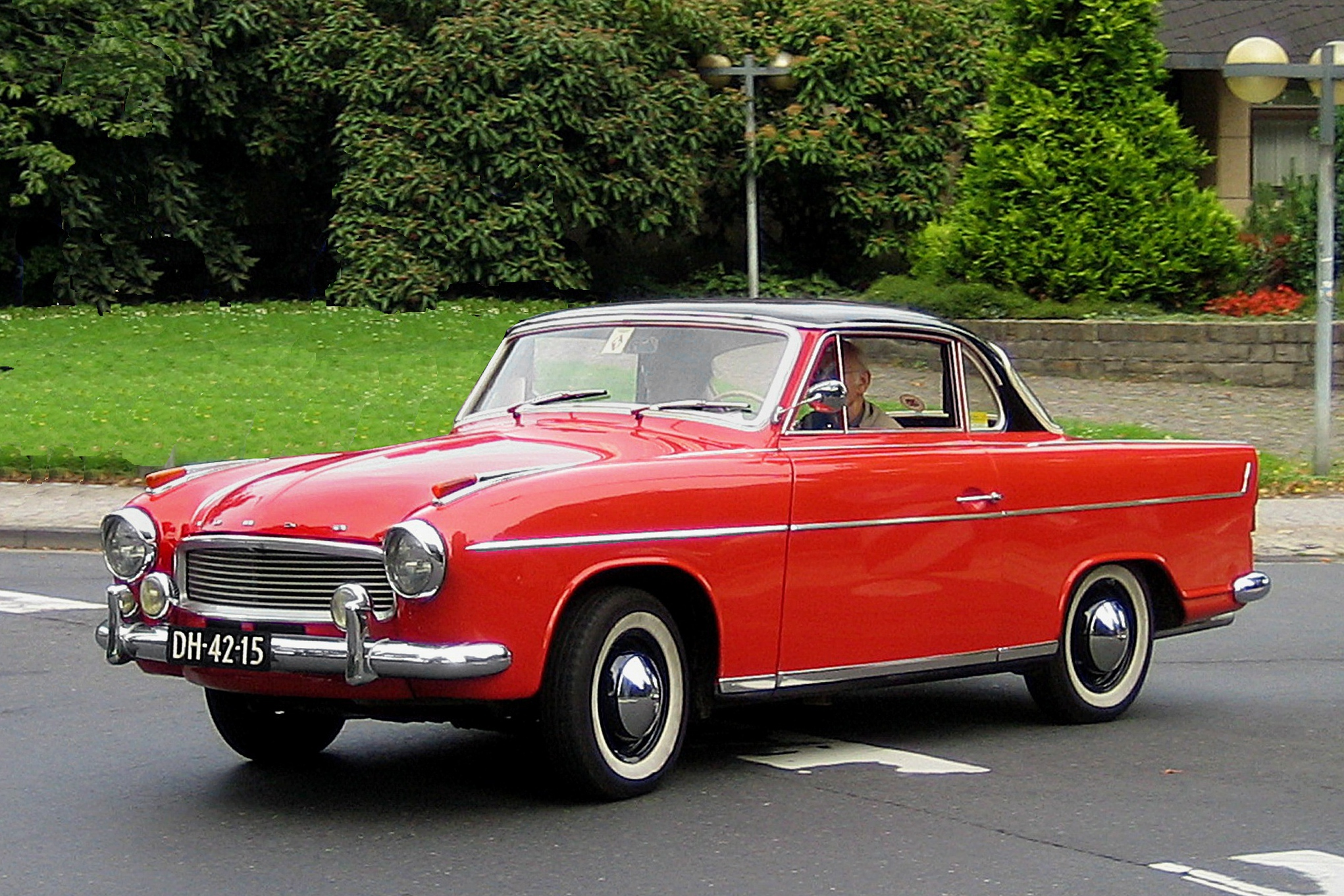
Hansa 1100 Coupé

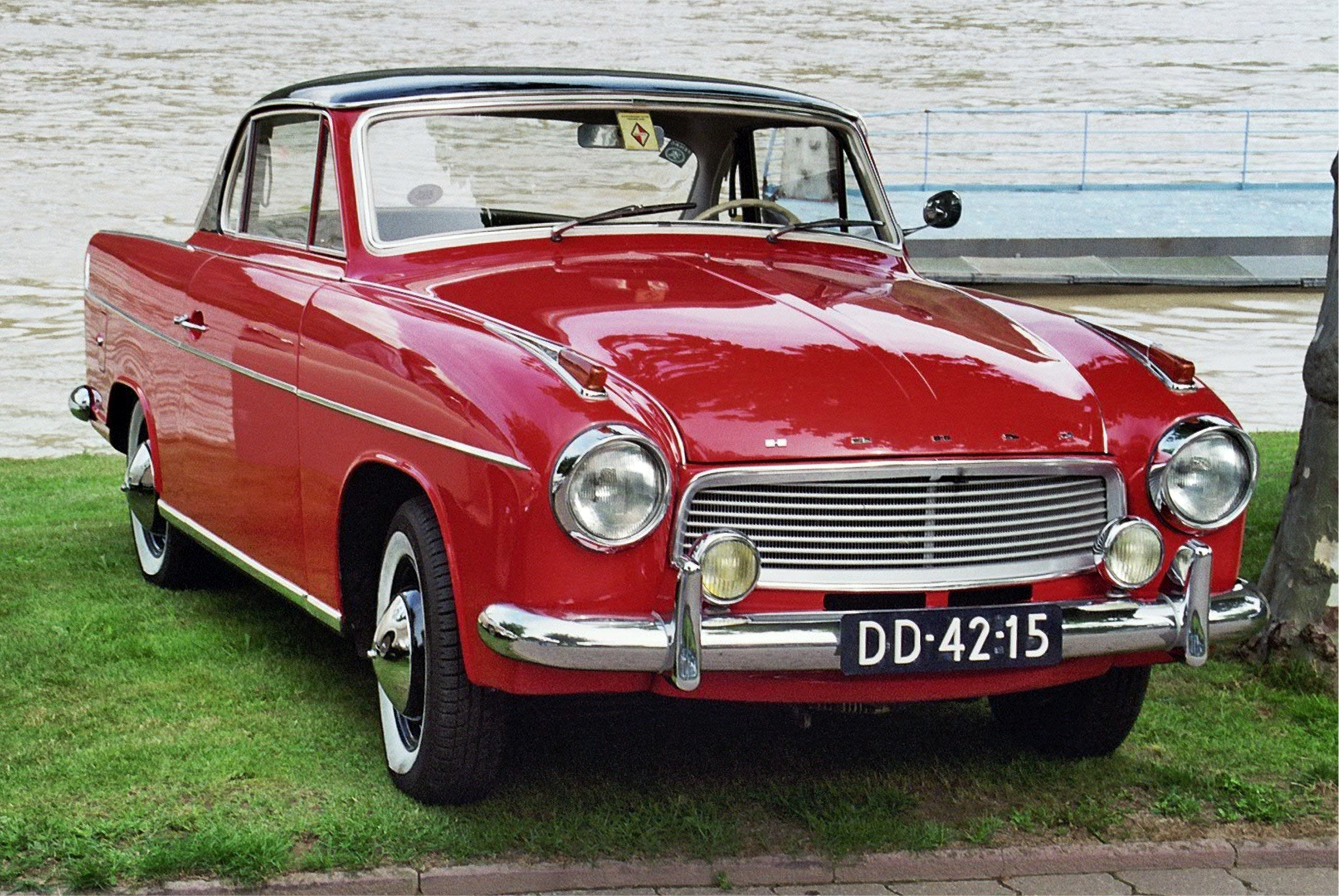
Hansa 1100 Coupé

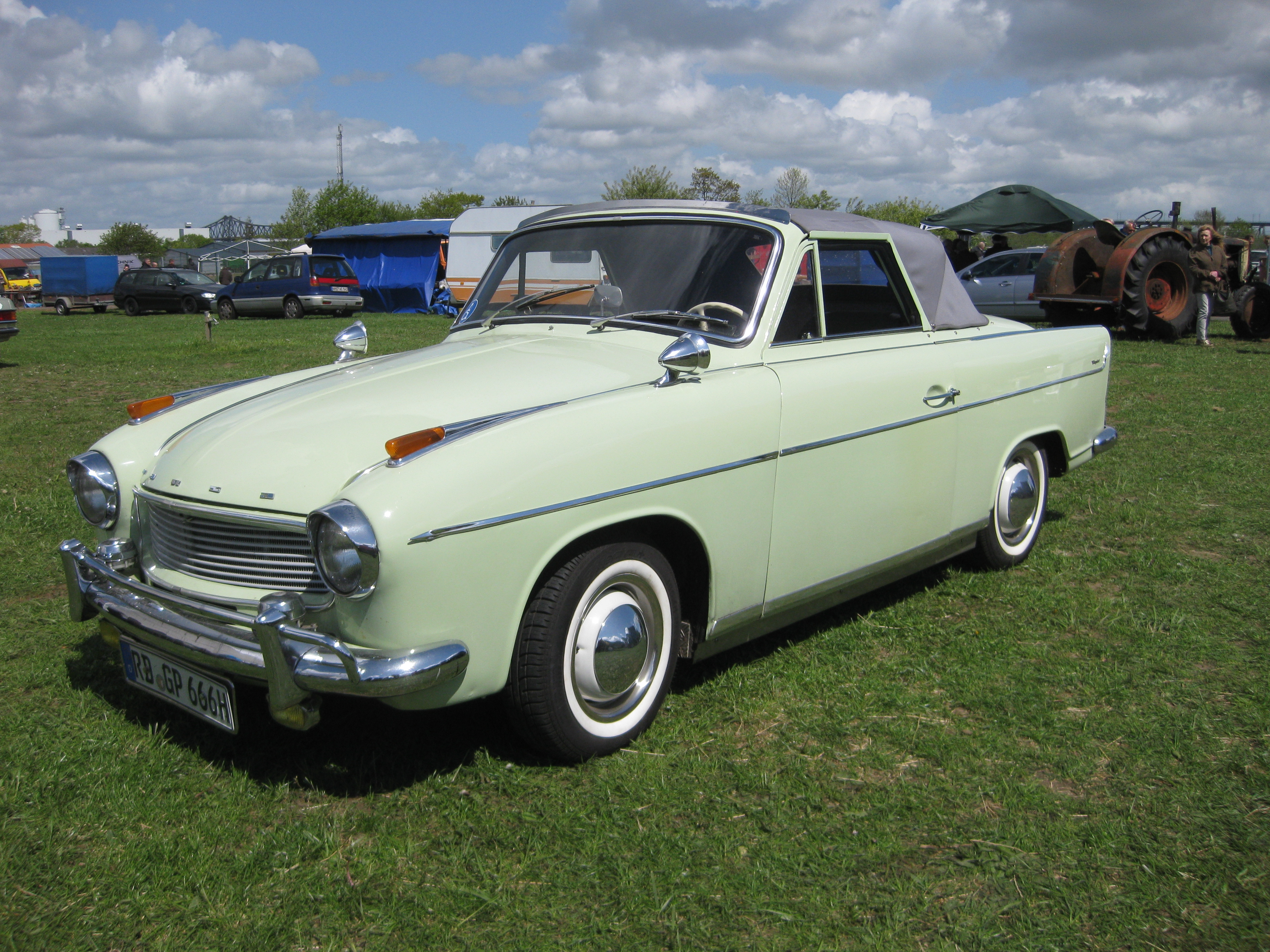
Hansa Coupé, von Herbert Wiesenfarth, Reutlingen, umgebaut zum Cabriolet, 8 Stück wurden hergestellt

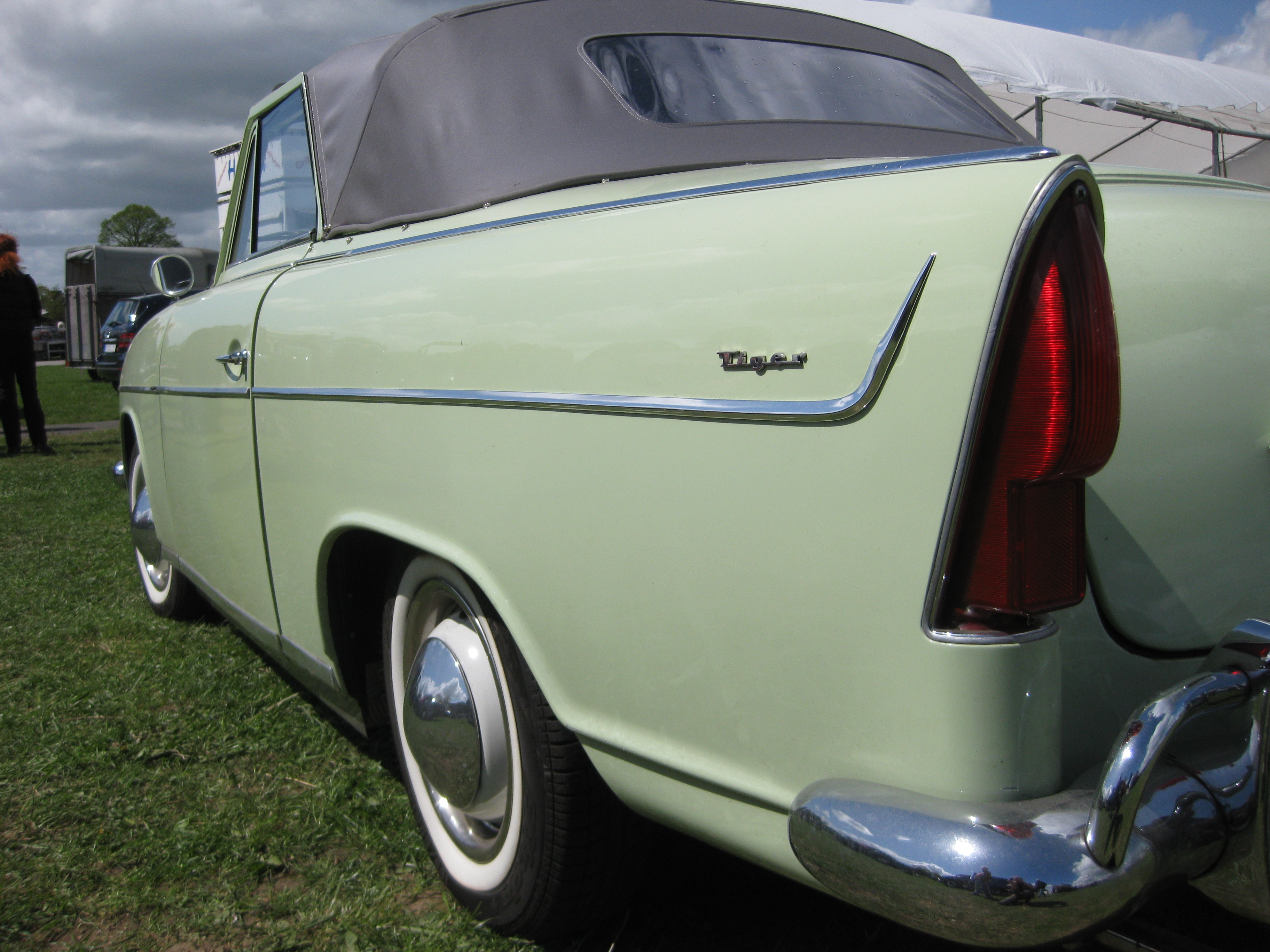
Hansa Coupé Cabrio Heckansicht

Der Goliath GP 1100 war ein Wagen der Mittelklasse mit 1,1-Liter-Viertaktmotor und Frontantrieb, den das zur Borgward-Gruppe gehörende Goliath-Werk in Bremen-Hastedt von 1957 bis 1961 baute. Ab Juli 1958 lief er unter dem Markennamen Hansa, der an Vorkriegsmodelle wie auch an den Borgward Hansa 1500 bzw. 1800 der frühen 1950er-Jahre erinnern und von den vorangegangenen Modellen mit den in die Kritik geratenen Zweitaktmotoren sowie den Goliath-Dreirädern ablenken sollte. Trotz der Namensänderung blieb der Verkaufserfolg mit wenig mehr als 41.000 Fahrzeugen jedoch hinter den Erwartungen zurück.

## Beschreibung des Fahrzeugs
Der Goliath GP 1100 wurde im März 1957 auf dem Genfer Auto-Salon vorgestellt und von der Presse begeistert aufgenommen. Es gab ihn als zweitürige Limousine, kurzzeitig auch als Cabriolimousine, als „Luxuslimousine“, als Coupé und als Kombi. Die Kölnische Rundschau bescheinigte dem Wagen, „mit seiner hübschen Karosserie, dem komfortablen Innern, verbunden mit der bemerkenswerten Leistung von 40 PS“ den „europäischen Begriffen von einem idealen Auto ziemlich nahe“ zu kommen, wobei der 4-Zylinder-4-Takt-Boxermotor mit seiner „Laufruhe und Elastizität“ besonders hervorgehoben wurde. Gleichzeitig äußerte der Autor des Berichts die Sorge, dass der „dreirad- und zweitakt-belastete Name“ dem Erfolg des „wirtschaftlichen, schnellen, zuverlässigen und hübschen Autos“ abträglich sein könnte.
Der Hersteller teilte diese Sorge und baute den Wagen leicht verändert ab Juli 1958 als Hansa 1100. In Verbindung mit dem neuen Namen erhielt der Wagen dezente Heckflossen mit integrierten Rückleuchten, und die sogenannte „Goliath-Zunge“ im Kühlergrill wie auch die Kühlerfigur in Form eines geschwungenen G entfielen. Der Schriftzug „Goliath“ auf der Fronthaube wurde durch „Hansa“ ersetzt.

### Motor und Getriebe
Anstelle des kleineren, quer eingebauten Zweizylinder-Zweitakters (Parallel-Twin) des Vorgängermodells Goliath GP 900 war der ebenfalls wassergekühlte Vierzylinder-Boxermotor aus einer Aluminiumlegierung vor der Vorderachse längs eingebaut. Bei 74 mm Bohrung und 64 mm Hub ergab sich ein Hubraum von 1093 cm³. Die zentrale, über Stirnräder angetriebene Nockenwelle betätigte die Ventile über Stößel, Stoßstangen und Kipphebel. Die Leistung betrug 40 PS (29,5 kW) bei 4250/min, das maximale Drehmoment 78 Nm bei 2500/min. Damit entsprach die Leistung zwar exakt der des GP-900-Motors mit Benzindirekteinspritzung und der Normverbrauch lag mit 7,8 Liter/100 km etwa um einen Liter höher, aber der neue Antrieb war komfortabler als der vorherige.
Für die Luxuslimousine und das Coupé gab es von Anfang an eine stärkere Version des Motors mit zwei Vergasern und einer Leistung von 55 PS (40 kW) bei 5000/min sowie einem maximalen Drehmoment von 83 Nm bei 4000/min.
Der Goliath GP 1100 bzw. Hansa 1100 hatte eine Einscheibentrockenkupplung und ein vollsynchronisiertes Vierganggetriebe, zunächst mit Krückstockschaltung am Armaturenbrett und ab 1960 mit Lenkradschaltung. Der vierte Gang war mit einer Übersetzung von 0,87 : 1 und später 0,848 : 1 als sogenannter Schnellgang ausgelegt. Ab 1960 war die automatische bzw. elektro-pneumatisch betätigte Kupplung Saxomat als Extra lieferbar.

Hansa 1100
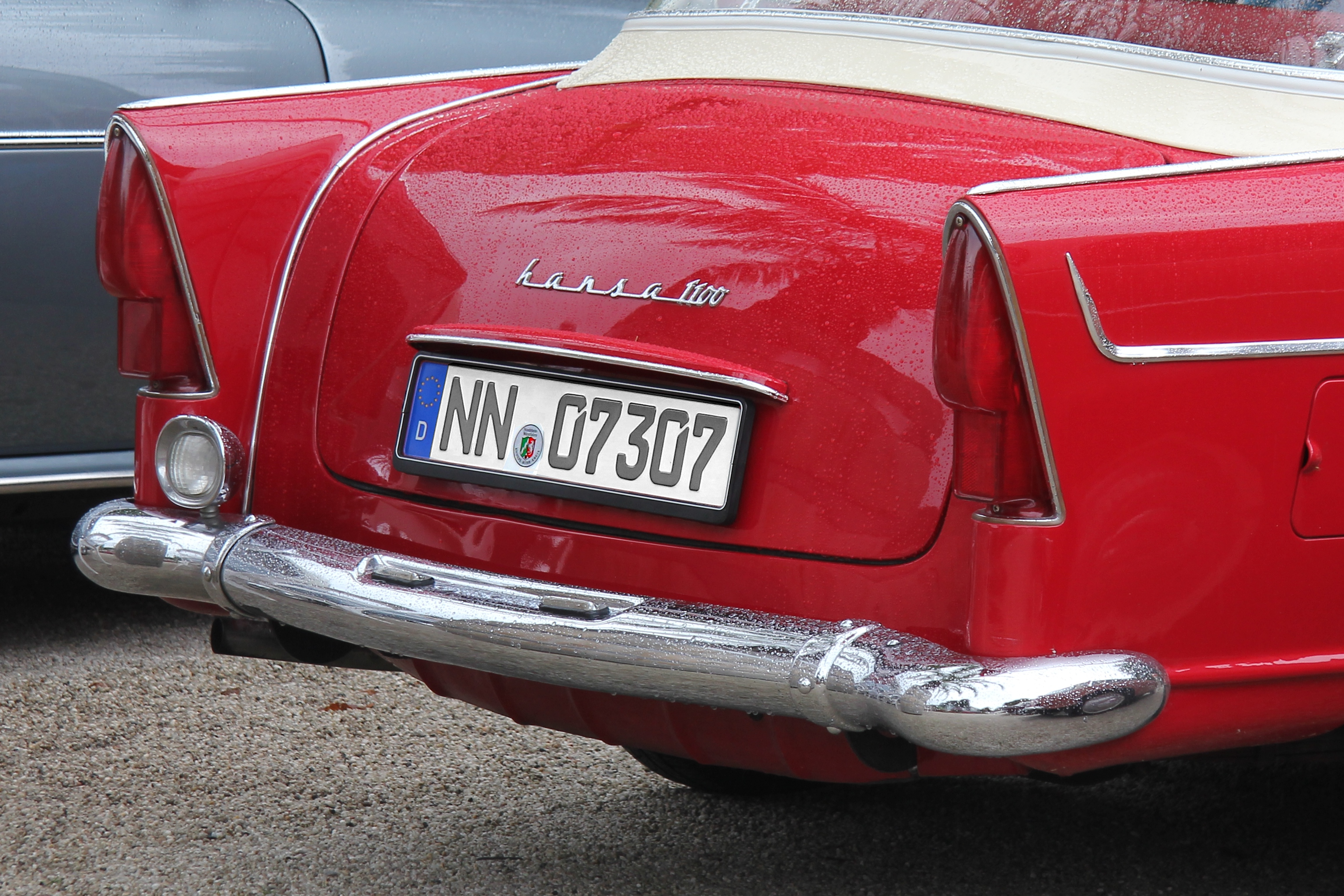
Heckleuchten
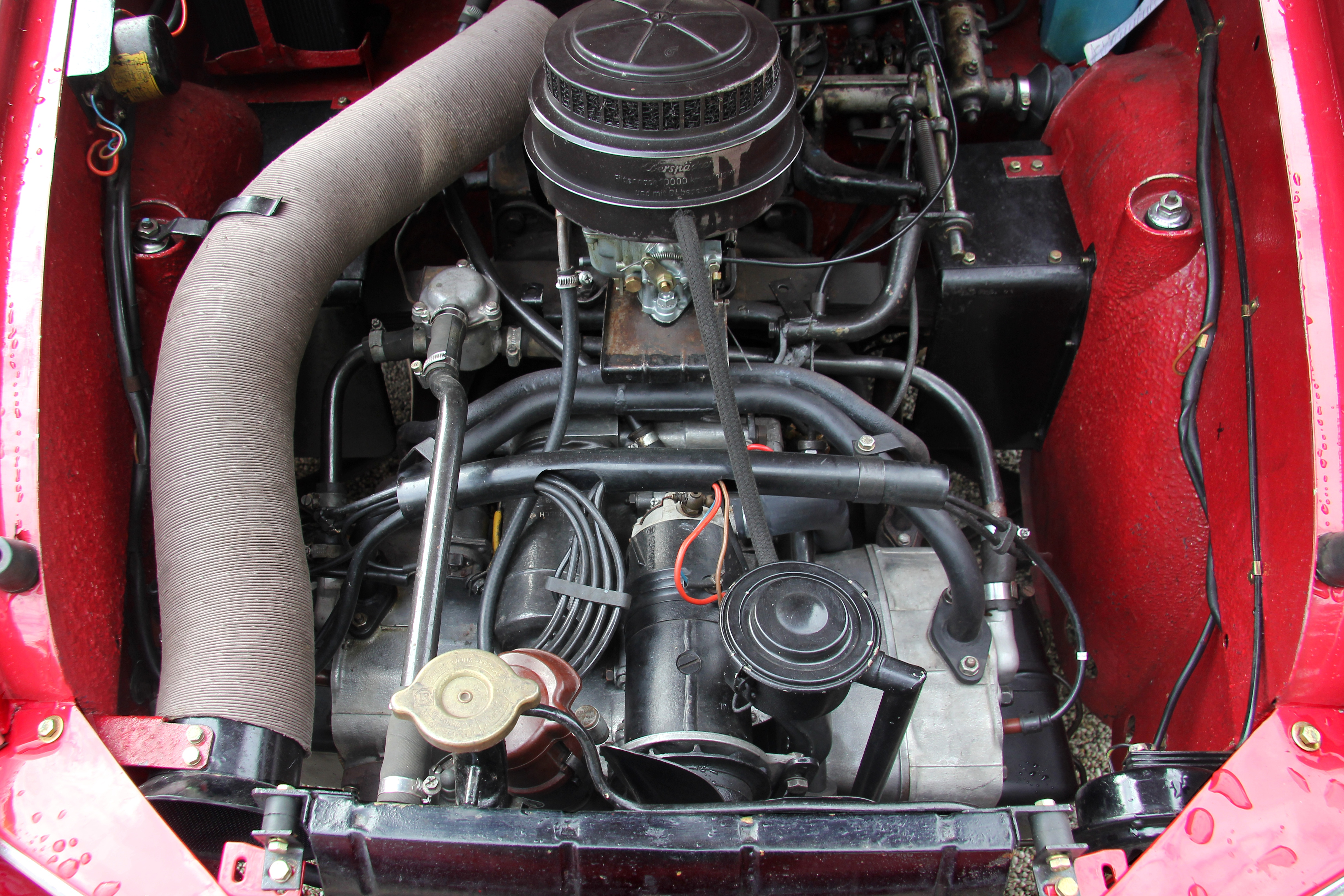
Boxermotor
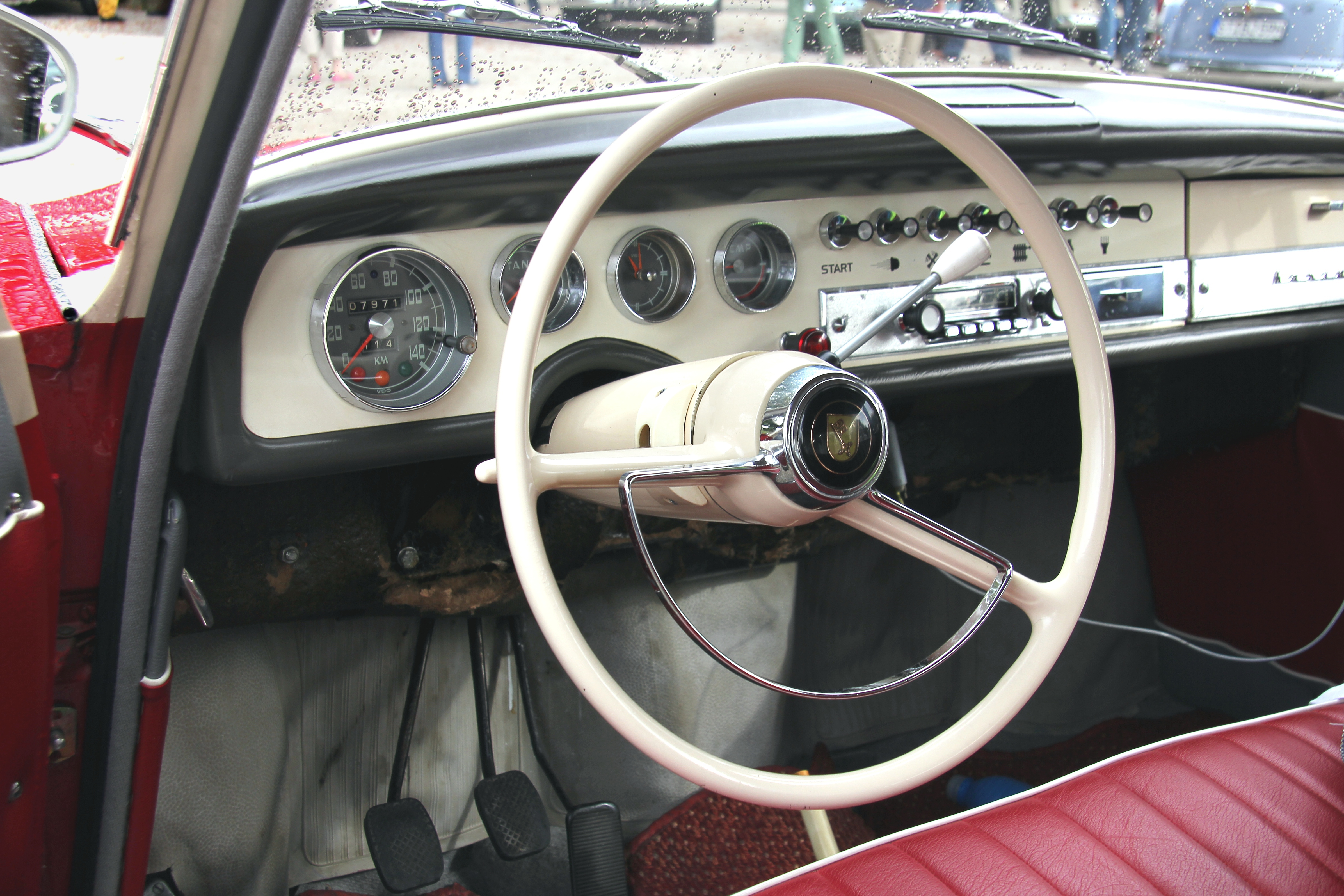
Gepolstertes Armaturenbrett

### Karosserie und Fahrwerk
Die Ganzstahlkarosserie des Wagens war mit einem Zentralrohrrahmen verschweißt. Die Limousine hatte auch vorn eine durchgehende Sitzbank, allerdings mit einzeln umklappbaren Lehnen, das Coupé einzelne Liegesitze. Zur weiteren Ausstattung hieß es im Testbericht der Kölnischen Rundschau unter anderem: „… die Instrumente liegen innerhalb des Lenkrad-Kranzes im Blickfeld des Fahrers. Zeituhr, Handschuhkasten und automatischer Zigarrenanzünder sind angenehme serienmäßige Beigaben. Auch an die ‚innere Sicherheit‘ ist gedacht: Das ganze Dach, der Dachrahmen und die Dachholme sind mit Schaumgummi gepolstert.“ Die Luxusversion zeichnete sich äußerlich durch eine serienmäßige Zweifarbenlackierung und reichlich Chrom aus.
Die angetriebenen Vorderräder waren einzeln an unteren Querlenkern und einer oberen Querblattfeder aufgehängt. Hinten war eine leichte Starrachse an längsliegenden Blattfedern eingebaut, mit hydraulischen Teleskopstoßdämpfern genau wie vorn. Alle vier Räder hatten hydraulisch betätigte Trommelbremsen (vorn Duplex). Als bemerkenswertes Sicherheitsmerkmal galt damals die kurze Lenksäule der Zahnstangenlenkung. Zusätzlich wurde im Laufe der Bauzeit das flache Lenkrad durch ein schüsselförmiges ersetzt.
Von 1959 bis 1961 stellte der Karosseriebauer Wiesenfarth in Reutlingen acht Cabriolets auf Basis des Hansa Coupé her.

## Technische Daten
| Fahrzeugtyp               | Goliath GP 1100/Hansa 1100                                           | Goliath GP 1100/Hansa 1100                                           |
| Motor                     | 4-Zylinder-Viertakt-Boxer (vor der Vorderachse)                      | 4-Zylinder-Viertakt-Boxer (vor der Vorderachse)                      |
| Hubraum                   | 1093 cm³                                                             | 1093 cm³                                                             |
| Bohrung × Hub             | 74 × 64 mm                                                           | 74 × 64 mm                                                           |
| Leistung bei 1/min        | 40 PS (29,5 kW) bei 4250                                             | 55 PS (40,5 kW) bei 5000                                             |
| Max. Drehmoment bei 1/min | 78 Nm bei 2500                                                       | 83 Nm bei 4000                                                       |
| Verdichtung               | 7,3 : 1                                                              | 7,9 : 1                                                              |
| Ventilsteuerung           | Stoßstangen und Kipphebel, zentrale Nockenwelle                      | Stoßstangen und Kipphebel, zentrale Nockenwelle                      |
| Gemischaufbereitung       | 1 Fallstromvergaser Solex 32KL-P10                                   | 2 Fallstromvergaser Solex 32 PICB                                    |
| Kühlung                   | Wasserkühlung (mit Pumpe)                                            | Wasserkühlung (mit Pumpe)                                            |
| Elektrische Anlage        | 6 V, Lichtmaschine 160 W                                             | 6 V, Lichtmaschine 160 W                                             |
| Getriebe                  | vollsynchronisiertes 4-Gang-Getriebe, Lenkradschaltung; Frontantrieb | vollsynchronisiertes 4-Gang-Getriebe, Lenkradschaltung; Frontantrieb |
| Radaufhängung vorn        | oben Querblattfeder, unten Querlenker                                | oben Querblattfeder, unten Querlenker                                |
| Radaufhängung hinten      | Starrachse an Längsblattfedern                                       | Starrachse an Längsblattfedern                                       |
| Karosserie                | Ganzstahl-Pontonkarosserie mit Zentralrohrrahmen                     | Ganzstahl-Pontonkarosserie mit Zentralrohrrahmen                     |
| Spurweite vorn/hinten:    | 1290/1250 mm                                                         | 1290/1250 mm                                                         |
| Radstand                  | 2270 mm                                                              | 2270 mm                                                              |
| Reifengröße               | 5.60–13″ (Kombi 5.90–13″)                                            | 5.60–13″ (Kombi 5.90–13″)                                            |
| Maße L × B × H            | 4100 × 1630 × 1450 mm                                                | 4100 × 1630 × 1450 mm                                                |
| Leergewicht (ohne Fahrer) | 900 kg                                                               | 900 kg                                                               |
| Zulässiges Gesamtgewicht  | 1265 kg (Coupé 1200 kg)                                              | 1265 kg (Coupé 1200 kg)                                              |
| Höchstgeschwindigkeit     | 124 km/h                                                             | 135 km/h                                                             |
| Normverbrauch auf 100 km* | 7,8 l (Normal)                                                       | 8,1 l (Super)                                                        |
| Tankinhalt                | 45 Liter                                                             | 45 Liter                                                             |

* Der „Normverbrauch“ nach DIN 70030 wurde mit gleichbleibend Dreiviertel der Höchstgeschwindigkeit, höchstens jedoch 110 km/h, auf ebener Strecke ermittelt.